# باشال (مجارستان)
باشال (به مجاری: Basal) یک شهرداری در مجارستان است که در ناحیهٔ سیگت‌وار واقع شده‌است. باشال ۴٫۰۴ کیلومتر مربع مساحت و ۲۰۸ نفر جمعیت دارد.